# Arcesilao II di Cirene
Arcesilao II, detto il Χαλεπός ("l'oppressore") (in greco antico: Ἀρκεσίλαος ὁ Χαλεπός?, Arkesílaos ho Chalepós; Cirene, ... – 550 a.C.), figlio di Batto II, fu dal 560 a.C. il quarto re di Cirene della dinastia dei Battiadi.

## Biografia
Figlio di Batto II, dovette lottare contro i propri fratelli i quali, dopo aver fondato la colonia di Barce, fomentarono la rivolta dei Libii. Arcesilao combatté a Leuco contro i Libii, e fu da questi sconfitto; in seguito fu ucciso dal fratello Learco.
Arcesilao II è raffigurato sulla famosa Coppa di Arkesilas.